# Iambia velutina
Iambia velutina là một loài bướm đêm trong họ Noctuidae.